# 小島貞二
小島 貞二（こじま ていじ、1919年3月21日 - 2003年6月24日）は、日本の著作家、相撲・プロレス・演芸評論家にしてそれらの歴史研究者、作詞家。
相撲関係の雑誌などでは大須 猛三（おおす もうさん）のペンネームを使っていたことがある。

## 来歴
愛知県豊橋市出身。旧制豊橋中学校（現：愛知県立時習館高等学校）を卒業後、漫画家を志して上京し、川原久仁於に師事して絵を描いていたが、身長182cmの体格を見込まれて大相撲の出羽海部屋に入門することになり、1938年5月場所に本名で初土俵を踏む。双葉山の70連勝を阻止した平幕時代の安芸ノ海の付け人を経験し、その70連勝阻止の瞬間を裏方からの目線で見た著作がある（別冊1億人の昭和史 昭和大相撲史）。
1942年1月場所限りで廃業し、その後は博文館に入社して雑誌『野球界』の編集部に所属し、相撲の記事を担当する。戦火が激しくなると「国内必勝勤労対策」のため編集の仕事が続けられなくなり、炭鉱会社の麻生鉱業に入る。会社の命令で南方のセレベス島へも赴き、この地で終戦を迎え、捕虜となる。
1946年5月に帰国するまでの間、生活の記録と仲間の娯楽のため現地での生活を描いた4コマ漫画『寅さん』を連載、好評を博す。丸顔ひげ面の主人公の寅さんには特定のモデルはおらず、肉体労働のあとのわずかな時間と画材を用いての仕事となった。帰国時に持ち帰られた漫画は書籍『私の八月十五日』で当時のエピソードとともに公開された。
終戦後は芸能新聞『スクリーン・ステージ』の演芸記者になり、1950年5月にスクリーン・ステージが休刊した後は、夕刊東京日日新聞（現在の毎日新聞とは別）に移り相撲・演芸担当の記者として働く。
1955年8月に東京日日新聞が休刊した後は放送作家に転身。コロムビア・トップ・ライトのラジオ番組『起きぬけ漫才』（ニッポン放送）などの台本を書いたほか、小林旭の『恋の山手線』を初めとするコミック・ソングの作詞も手がけている。
また小島は相撲時代に出羽海部屋で同僚だった増位山大志郎（9代三保ヶ関）と親友だった関係で、その息子の増位山太志郎（10代三保ヶ関）に「レコードを出してみないか」と話を持ちかけ、歌手・増位山の誕生に一役買っている。
その後は著作業の世界にも身を置き始める。正岡容から演芸を、長谷川伸から作家としての心得を学び、力士・記者・放送作家の経験も生かして評論・研究を重ね、多数の著書を出版。その総数は160冊を超えている。5代目古今亭志ん生の有名な自伝『びんぼう自慢』の聞き書きも担当した。
『11PM』女相撲コーナー解説者を経て、日本初の女子プロレス解説者にも就任し、『女子プロレス中継 世界選手権シリーズ』や『国際プロレスアワー』の女子の試合の解説を担当し。テレビでも毎週お馴染みの顔になった。
1977年には放送作家たちの笑芸研究の団体「有遊会」を設立している。また「千葉笑い」を朝日新聞千葉版で復興し、笑文芸を身近な存在に引き上げた。
2003年6月24日、地元中山の落語会清華亭にて解説中に脳出血のため死去。84歳没。
1947年以来、没するまで55年間に渡って千葉県市川市中山に居を構えていたことから、没後の2004年に市川名誉市民の称号が贈呈された。2019年7月『生誕100年記念展 小島貞二の多彩な世界』が市川市文学ミュージアムで開催された。
長男は音楽・映像・マルチメディアプロデューサーの小島豊美。小島が編集に参加したCD-ROM「古今東西噺家紳士録」は、息子の豊美が経営する会社から発売されている。

## 著書
- 『はなしの土俵』ベースボール・マガジン社, 1956
- 『日本プロレス風雲録』ベースボール・マガジン社, 1957
- 『物語相撲部屋』ベースボール・マガジン社, 1958
- 『栃錦清隆』ベースボール・マガジン社, 1959
- 『柏戸』万有出版, 1961
- 『漫才世相史』毎日新聞社, 1965
- 『落語三百年 江戸の巻』毎日新聞社, 1966
- 『落語三百年 明治・大正の巻』毎日新聞社, 1966
- 『落語三百年 昭和の巻』毎日新聞社, 1966
- 『がちんこ人生』ルック社, 1967 - 大鵬の伝記
- 『横綱』ルック社, 1968
- 『寄席の系図』上野鈴本演芸場, 1971
- 『大相撲名力士100選』秋田書店, 1972
- 『千葉県と相撲』京葉市民新聞社, 1972
- 『ザ・格闘技』朝日ソノラマ, 1976
- 『高座奇人伝』立風書房 落語文庫, 1979.1／ちくま文庫 2009
- 『大相撲人物史』千人社, 1979.5
- 『大相撲意外史』千人社, 1980.1
- 『大相撲裏面史』千人社, 1980.5
- 『落語家面白名鑑』かんき出版, 1982.5
- 『演芸博物館 紅編』三一書房, 1982.6
- 『演芸博物館 白編』三一書房, 1982
- 『力道山以前の力道山たち』三一書房, 1983.11
- 『横綱草紙』丘書房, 1984
- 『快楽亭ブラック伝』国際情報社, 1984／決定版・恒文社 1997.8
- 『こども古典落語』全5巻 宮本忠夫画  アリス館, 1986
- 『千葉笑い』恒文社, 1988.4
- 『大相撲評判記』新人物往来社, 1989.7
- 『雷電為右衛門』学芸書林, 1990
- 『あるフンドシかつぎ一代記』ベースボール・マガジン社, 1991.6
- 『ぼくの人生、百面相 波多野栄一芸界私史』学芸書林, 1991.11
- 『相撲史うらおもて』全3巻 ベースボール・マガジン社, 1992
- 『歴代横綱おもしろ史話』毎日新聞社, 1993.6
- 『寄席芸人おもしろ史話』毎日新聞社, 1994
- 『本日晴天興行なり 焼け跡の大相撲視』読売新聞社, 1995.6
- 『力士雷電』ベースボール・マガジン社 1998
- 『志ん生の忘れもの』うなぎ書房 1999.12／ちくま文庫 2019
- 『禁演落語』ちくま文庫 2002.4
- 『こんな落語家がいた 戦中・戦後の演芸視』うなぎ書房 2003
- 『わたしのフンドシ人生』エーピーピーカンパニー（私家版）2005

### 編著
- 『古今亭志ん生 びんぼう自慢』編 毎日新聞社, 1964

各・志ん生作品は、立風書房・志ん生文庫、ちくま文庫で再刊
- 『落語名作全集』全6巻別巻1（編）立風書房, 1967-68
- 『定本・艶笑落語』能見正比古共編 立風書房, 1970、新版1981
- 『定本・艶笑落語 続編』立風書房, 1974、新訂1987（正・続を合わせた）

全3巻、立風書房・落語文庫、ちくま文庫「艶笑落語名演集」で再刊
- 『志ん生長屋ばなし』古今亭志ん生　編 立風書房, 1970
- 『志ん生廓ばなし』古今亭志ん生 編 立風書房, 1970
- 『志ん生江戸ばなし』古今亭志ん生　編 立風書房, 1971
- 『志ん生滑稽ばなし』古今亭志ん生　編 立風書房, 1975
- 『定本・落語名作全集』（編）立風書房, 1972
- 『無税で笑えます!』（編）有遊会著 太陽出版, 1983
- 『絵本大相撲 小島貞二相撲甚句』三宅充文 アリス館, 1985.4。插絵は小島所蔵の相撲錦絵
- 『ことばあそびだニャン』編・著 北山竜絵 アリス館, 1993.10
- 『ことばあそびだワン』編・著 北山竜絵 アリス館, 1993.10
- 『有遊会大あらま史』編著 有遊会, 1995
- 雷電為右衛門『雷電日記』渡邉一郎監修、編 ベースボール・マガジン社 1999

## CD-ROM
- 古今東西噺家紳士録 寄席一五〇年（編） エーピーピーカンパニー, 2000.1

## 主な作詞
- 恋の山手線（小林旭） 作詞：小島貞二 作曲：浜口庫之助  1964 - 四代目柳亭痴楽の落語をヒントに作詞。後、モダンチョキチョキズがカバーした[2]。

## 出演
- 勝ち抜き腕相撲 (東京12チャンネル1975年)解説者
- NHK特集「びんぼう一代 ～五代目古今亭志ん生～」（1981年3月27日、NHK総合）
- 『知ってるつもり?!』「双葉山」（1990年11月25日、日本テレビ）